# RAC1
RAC1 (acrónimo de «Ràdio Associació de Catalunya 1») es una cadena de radio española, generalista y de ámbito catalán. Es la radio más escuchada en Cataluña, con alrededor de 950 000 oyentes. La emisora está gestionada por la sociedad Radiocat XXI, propiedad del Grupo Godó. 
Emite en frecuencia modulada en Cataluña y en Andorra, fuera de estos territorios exclusivamente en internet.

## Historia
Comenzó las emisiones el 1 de mayo de 2000, siendo la primera cadena de radio privada después de la desaparecida Cadena 13, en emitir 24 horas al día íntegramente en lengua catalana. La emisora, tiene sus estudios centrales en la sede del Grupo Godó, situada en el número 477 de la avenida Diagonal de Barcelona en la planta 15. 

### Subvenciones
En la actualidad recibe subvenciones de la Generalidad de Cataluña, por un valor aproximado de 140 000 euros al año. En los últimos ejercicios ha contado con un beneficio de explotación que se aproxima a 1 500 000 euros anuales.

## Programación
Su programación es de carácter generalista, con especial énfasis en la información deportiva, el entretenimiento y el análisis de la información. Emite íntegramente en catalán.

## Estudios, equipamiento técnico y personal

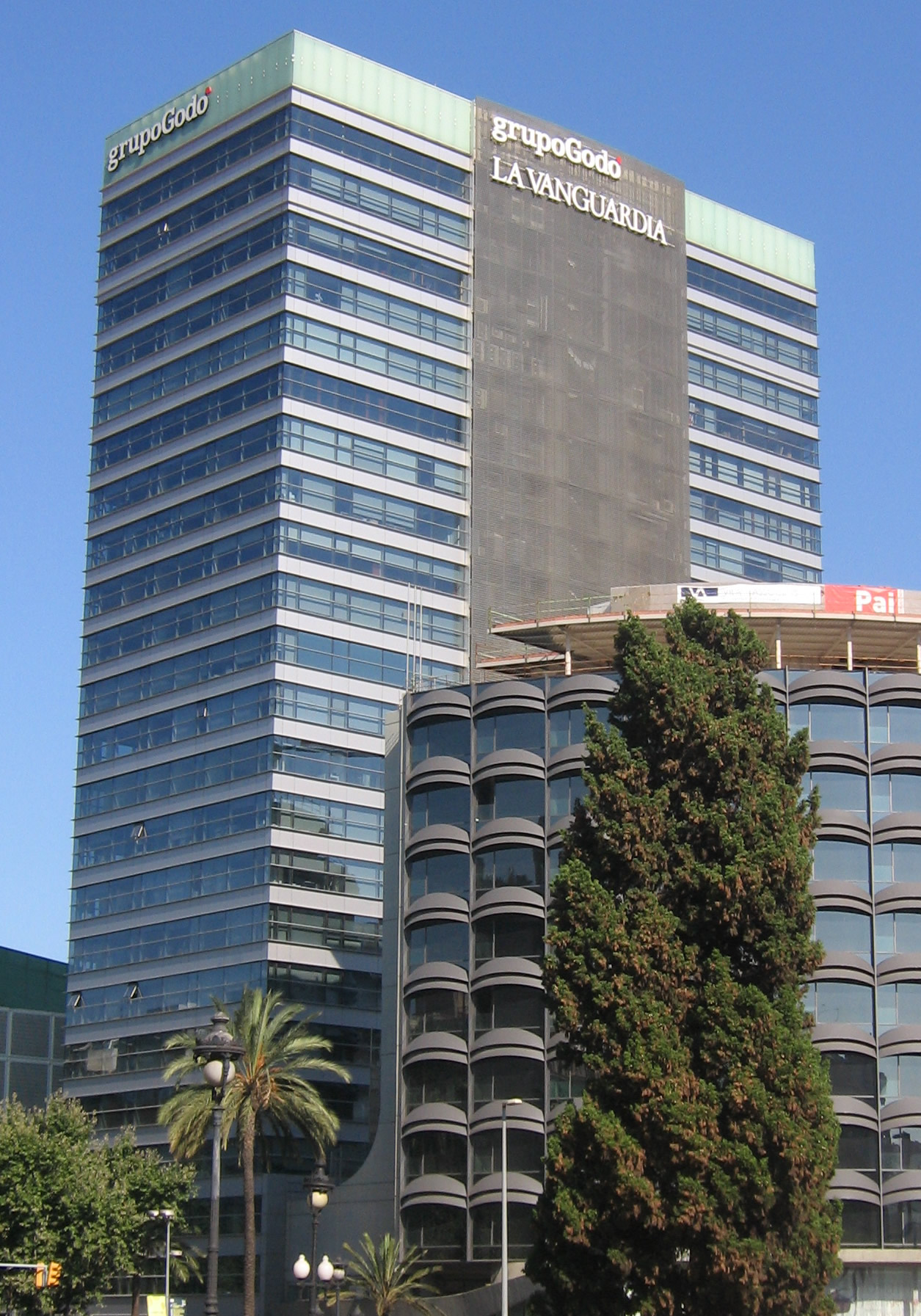
Los estudios centrales de RAC1, en la sede del Grupo Godó en Barcelona.

RAC1 posee una quincena de frecuencias repartidas por toda Cataluña. Además, también se puede oír en el Principado de Andorra desde 2005, después de que el Grupo Godó llegase a un acuerdo con la empresa Cadena Pirenaica de Ràdio i Televisió, que cedió una de sus frecuencias en el país pirenaico para la emisora catalana.
Los estudios centrales de la cadena están ubicados en el número 477 de la avenida Diagonal de Barcelona. Cuenta con un estudio de directo, cuatro estudios de grabaciones y cuatro cabinas de edición. En la misma sede se encuentra el estudio de RAC105 la emisora musical del Grupo Godó. Dispone también de unos estudios de uso compartido en la Gran Vía de Madrid.
RAC1 utiliza el software profesional para radiodifusión Dalet Plus. En los últimos dos años se ha iniciado la digitalización de los estudios substituyendo las mesas de sonido Soundcraft por mesas digitales DHD. Algunos de sus estudios también han sido remodelados para mejorar su acústica y mobiliario.
RAC1 cuenta con una plantilla de más de 100 personas en plantilla más medio centenar de colaboradores habituales. La gestión de personal y de publicidad la gestiona el propio Grupo Godó y su central de ventas de publicidad Godo Strategies.

## Audiencias
Según los datos correspondientes a la última oleada del Estudio General de Medios (EGM), RAC1 es la emisora generalista más oída en Cataluña. Concretamente, es líder de audiencia de 7:00 a 9:00 y de 10:00 a 12:00, con 'El món a RAC1' de Jordi Basté, con un total de 402.000 oyentes. Líder de 6:00 a 12:00 con 656.000 oyentes Estos datos lo convierten en el segundo Primer programa más escuchado en Cataluña, por delante del programa 'Hoy por hoy' de la cadena SER y del "El Matí de Catalunya Ràdio" que le supera en la cifra global de oyentes. RAC1 es líder en su franja ininterrumpidamente de 6:00 a 15:00 y de 15:00 a 00:00. Así, 'La competència' (220.000) y 'La segona hora' (146.000), el informativo '14/15' y el informativo deportivo ‘Primer toc (91.000), 'Versió RAC 1' (243.000) y ‘Islàndia’ (136.000), son líderes de audiencia superando a la propuestas del resto de emisoras, con 862 000 oyentes en Cataluña.
Actualmente RAC1, es la emisora de radio más escuchada de Cataluña con 902 000 oyentes por delante de Catalunya Radio con 665 000 oyentes también por delante de la cadena SER con 312 000 oyentes.
La evolución histórica de las audiencias es la siguiente:
- EGM 3.ª oleada 2000: 17 000 oyentes
- EGM 1.ª oleada 2001: 24.000 oyentes
- EGM 1.ª oleada 2004: 153.000 oyentes
- EGM 2.ª oleada 2004: 180.000 oyentes
- EGM 3.ª oleada 2004: 141.000 oyentes
- EGM 1.ª oleada 2005: 194.000 oyentes
- EGM 2.ª oleada 2005: 204.000 oyentes
- Media de la temporada 2004-2005: 179.000 oyentes
- EGM 3.ª oleada 2005: 250.000 oyentes
- EGM 1.ª oleada 2006: 275.000 oyentes
- EGM 2.ª oleada 2006: 286.000 oyentes
- Media de la temporada 2005-2006: 270.000 oyentes
- EGM 3.ª oleada 2006: 277.000 oyentes
- EGM 1.ª oleada 2007: 332.000 oyentes
- EGM 2.ª oleada 2007: 298.000 oyentes
- Media de la temporada 2006-2007: 302.000 oyentes
- EGM 3.ª oleada 2007: 301.000 oyentes
- EGM 1.ª oleada 2008: 328.000 oyentes
- EGM 2.ª oleada 2008: 348.000 oyentes
- Media de la temporada 2007-2008: 314.000 oyentes
- EGM 3.ª oleada 2008: 425.000 oyentes
- EGM 1.ª oleada 2009: 469.000 oyentes
- EGM 2.ª oleada 2009: 469.000 oyentes
- Media de la temporada 2008-2009: 454.000 oyentes
- EGM 3.ª oleada 2009: 473.000 oyentes
- EGM 1.ª oleada 2010: 490.000 oyentes
- EGM 2.ª oleada 2010: 564.000 oyentes
- Media de la temporada 2008-2009: 509.000 oyentes
- EGM 3.ª oleada 2010: 571.000 oyentes
- EGM 1.ª oleada 2011: 572.000 oyentes

## Frecuencias
En Cataluña, la Franja de Aragón, Andorra, Pirineos Orientales y en puntos de las Islas Baleares. Fuera de estos territorios exclusivamente vía internet.
 Provincia de Barcelona
- Barcelona: 87.7 FM
- Collsuspina: 101.2 FM
- Guardiola de Berga: 98.0 FM
- Manresa: 101.1 FM
- San Celoni: 102.5 FM
- Serchs: 90.9 FM
- Igualada: 97.9 FM
- San Pedro de Ribas: 94.1 FM

 Provincia de Gerona
- Palamós: 99.9 FM
- Cerdaña: 87.7 FM
- Gerona: 100.1 FM
- Lloret de Mar: 87.6 FM
- Olot: 100.3 FM
- Ripoll: 87.7 FM

 Provincia de Lérida
- Bohí: 98.8 FM
- Cervera: 88.1 FM
- Lérida: 90.3 FM
- Seo de Urgel: 92.9 FM
- Solsona: 88.2 FM
- Sort: 90.1 FM
- Tremp: 98.8 FM

 Provincia de Tarragona
- Montblanch: 87.6 FM
- Roquetas-Tortosa: 101.0 FM
- Tarragona: 99.2 FM
- Vendrell: 89.6 FM

 Andorra
- Andorra la Vieja: 89.0 FM

 Comunidad Valenciana
- Castellón de la Plana: 101.0

### Disponibilidad
- Emisión TDT:
  - Cataluña
  - Comunidad Valenciana
  - Andorra
- Emisión en FM:
  - Cataluña
  - Comunidad Valenciana
  - Andorra
- Internet:
  - En la Actualidad, emite por Internet en el Servicio OTT Tivify (Disponible a nivel internacional)